# Galleria San Federico
La Galleria San Federico è una galleria commerciale di Torino che, in forma di strada pedonale coperta, collega la centralissima via Roma alle vicine via Bertola e via Santa Teresa.
Realizzata negli anni Trenta del XX secolo, ospita al suo interno numerosi locali commerciali, uffici e lo storico Cinema Lux. 

## Storia
Nel 1931, su proposta del podestà Thaon di Revel, avanzò l'ipotesi di ristrutturare la precedente Galleria Natta (poi Geisser) presente nell'Isolato San Federico, creando una nuova area commerciale coperta che andasse ad aggiungersi a quelle già esistenti, ovvero la Galleria Subalpina, la Galleria Umberto I e la Galleria Nazionale, demolita tra il 1935 e il 1936 per l'ampliamento della seconda parte di via Roma. 
Il progetto fu dunque compreso nel contesto dell'imponente ristrutturazione di via Roma e degli isolati circostanti avvenuta tra il 1931 e il 1937; nel 1932 venne avviato il cantiere su progetto dell'ingegnere Giovanni Canova e dell'architetto Vittorio Bonadè Bottino, che si occupò anche della contestuale realizzazione del vicino Hotel Principi di Piemonte. 
Tale progetto si contraddistinse subito per i suoi connotati di modernità e prestigio rispetto alla precedente struttura, prevedendo ampi spazi per negozi, la realizzazione di magazzini e autorimesse sotterranee e, inoltre, numerosi locali per uffici e un nuovo cinematografo, in sostituzione del vecchio Cinema Meridiana. 
I lavori si caratterizzarono per il loro ritmo serrato e terminarono nel 1933, ad appena un anno dall'apertura del cantiere. A occupare i primi uffici fu la storica redazione del quotidiano La Stampa e, nel 1934, venne inaugurato anche il grande Cinema Rex. In seguito vi stabilì anche la sede anche la compagnia assicuratrice SAI. Da allora la Galleria San Federico è diventata prestigiosa sede di negozi, gioiellerie, studi professionali e, tra il 1965 e il 1985, ospitò anche la sede sociale della società calcistica Juventus. Sempre nel corso degli anni duemila, la galleria è stata sottoposta a restauri che hanno anche compreso la totale ristrutturazione dello storico Cinema Lux.

## Descrizione

### La galleria

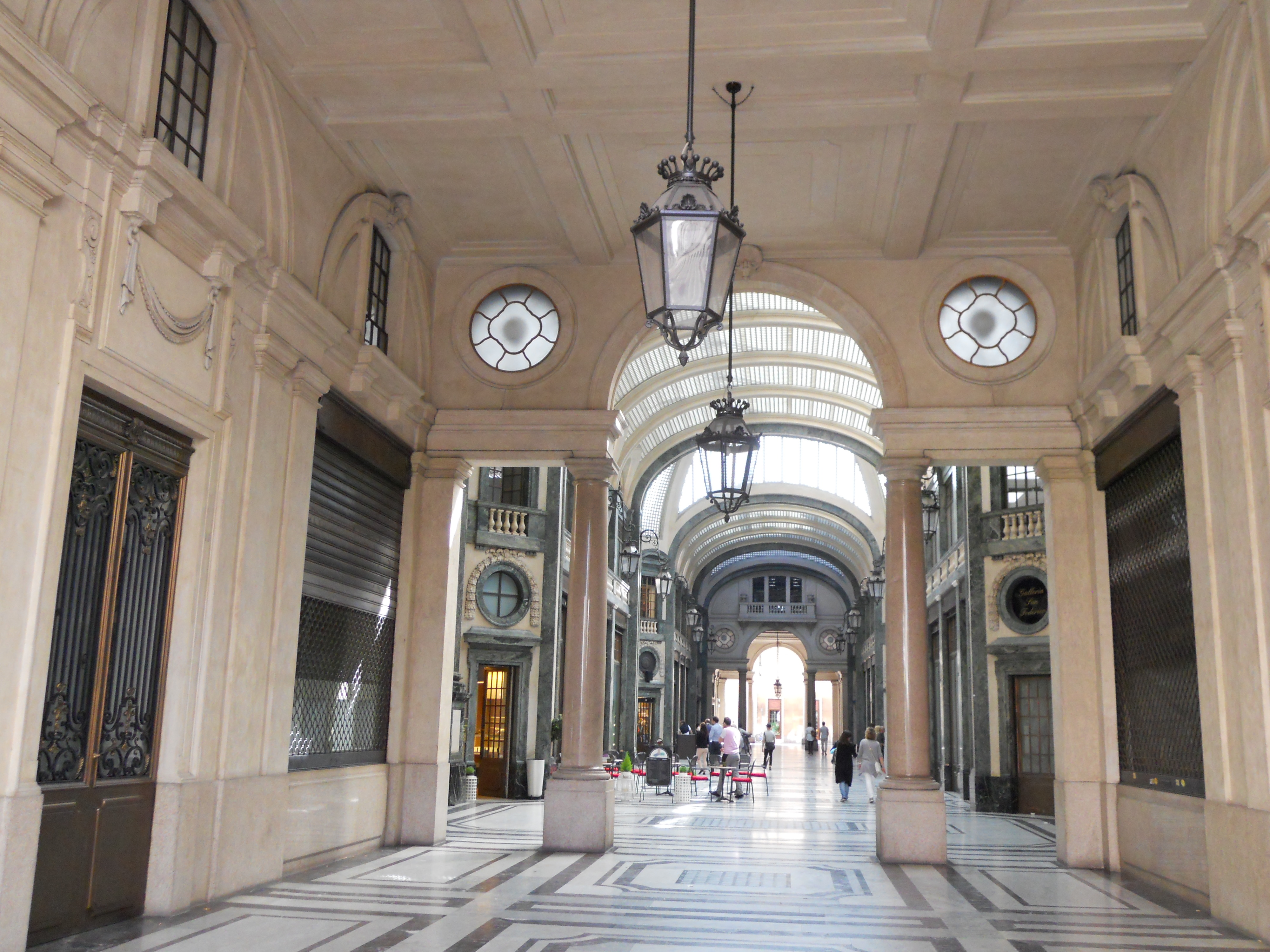
Interno della Galleria San Federico

La Galleria San Federico è uno dei tipici esempi di galleria commerciale sul modello dei passage parigini presente nelle maggiori città italiane ed europee. Essa è in stile eclettico e la sua impostazione, con planimetria a "T", consente tre accessi dalle circostanti via Bertola, via Roma e via Santa Teresa. Essa si sviluppa per sei piani, di cui quattro fuori terra, più il relativo ammezzato e il sottotetto. La copertura è caratterizzata da una volta ellittica a botte realizzata in vetrocemento e sormontata da cupole in corrispondenza dei tre accessi e dalla grande cupola centrale che sovrasta lo scalone d'accesso dell'attuale Cinema Lux. 
 
Al piano stradale trovano sede numerosi locali commerciali, mentre nel mezzanino e i piani superiori ospitano uffici di rappresentanza e studi professionali. Una rampa d'accesso posta in via Bertola conduce ai due piani ipogei adibiti ad autorimessa e area magazzino. 

### Il Cinema Lux

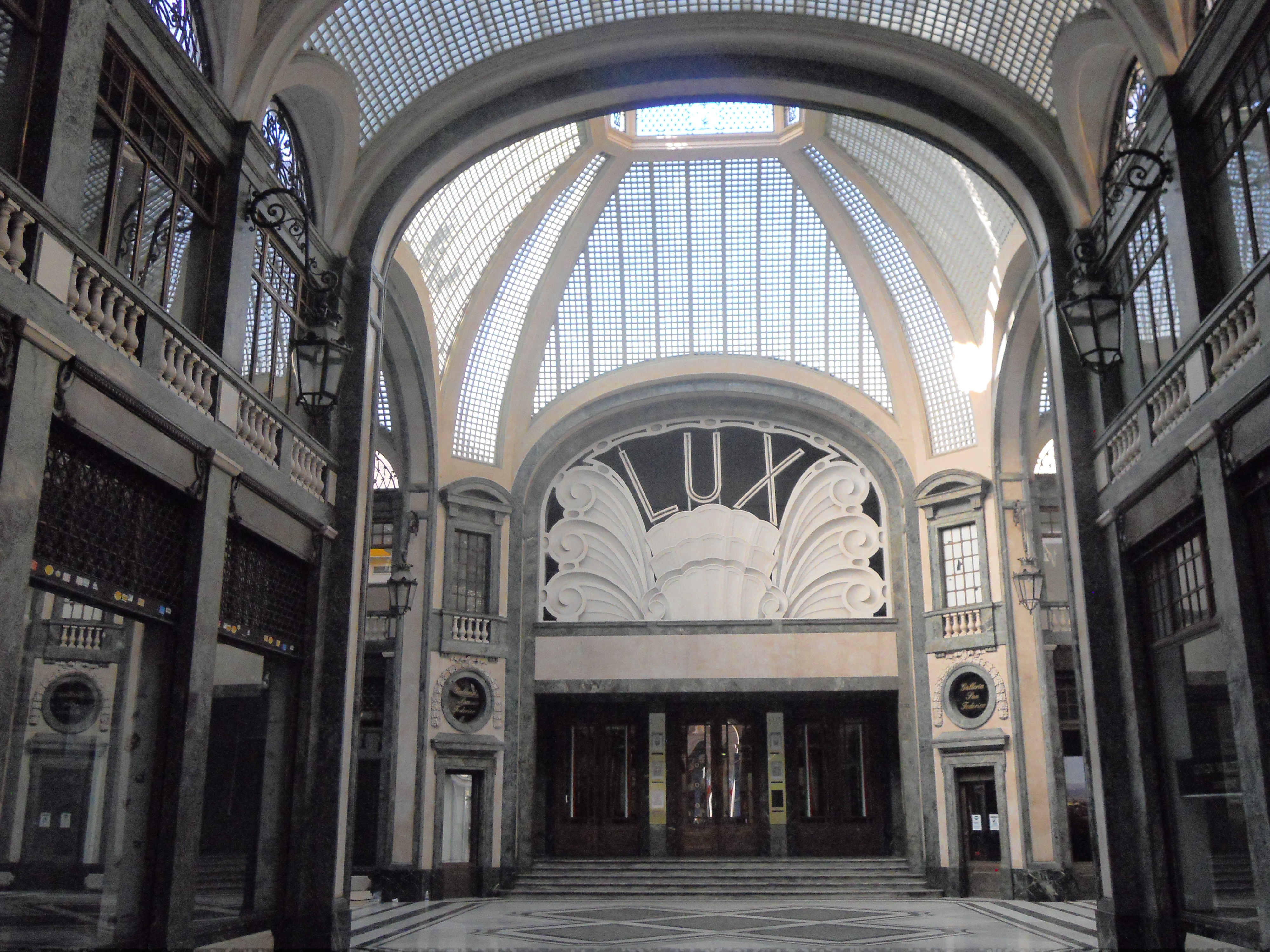
Ingresso del Cinema Lux visto dall'imbocco della galleria

Progettato dall'architetto Eugenio Corte e dall'ingegner Giovanni Canova, fu inaugurato il 31 marzo 1934 come Cinema Rex e, con i suoi 1 573 posti, fu il più grande e moderno cinematografo di Torino.
 Rinominato Dux nel 1942, assunse infine l'attuale nome Lux nel 1945, quando venne rilevato dalla G.I.A.C.
 Dopo oltre settant'anni di servizio pressoché ininterrotto, nel 2004 è stato oggetto di un'attenta, ma radicale ristrutturazione, che ha visto la realizzazione di tre sale cinematografiche e di un'area ristorante.

## Curiosità
All'interno della galleria vennero girate alcune scene del celebre thriller Profondo rosso di Dario Argento, nonché la scena finale di Giallo, del medesimo regista.
In occasione delle celebrazioni, organizzate dal Comune di Torino, per i dieci anni dalle Olimpiadi Invernali di Torino 2006, a Febbraio 2016, sono stati organizzati anche Dj-Set nei luoghi più belli della movida torinese, compreso quello in Galleria San Federico che ha raccolto la folta comunità di ballerine e ballerini di tango argentino di Torino.